# Virtua Fighter 4 Evolution
Virtua Fighter 4 Evolution (ou Virtua Fighter 4 Evo) est un jeu de combat en 3D développé par Sega-AM2 et sorti en 2002 sur borne d'arcade et en 2003 sur PlayStation 2. Il fait partie de la série Virtua Fighter.

## Système de jeu
Virtua Fighter 4 Evolution reprend les bases du gameplay de la série :
- Le système de jeu utilise trois boutons seulement (A : parer ; B : poing ; C : pied) mais les combinaisons possibles rendent le nombre de coups et d'enchainements possibles très important. Le jeu est en grande partie très réaliste etcontient peu de mouvements ou coups fantaisistes comme la plupart des jeux du genre en 2D.
- Les projections se font avec les boutons A + B, les coups circulaires avec B + C, il y a de nombreuses façons de se relever après avoir été mis à terre selon le personnage utilisé et son placement, les enchaînements (combos) sont nombreux et peuvent être adaptés (un combo peut par exemple se terminer par un coup de pied haut (bouton C) ou une « balayette » (diagonale bas-avant  + bouton C) : le gameplay est d'une grande finesse et invention, et respecte remarquablement les différents arts martiaux dont il s'inspire.

Le jeu reprend les innovations apportées par Virtua Fighter 4 :
- Les timing du jeu sont très brefs et très précis. Certaines techniques sont ainsi très difficiles à maîtriser, même à l'entraînement. Les combats sont généralement de courte durée. Le jeu propose différents types de niveaux (décors) : les arènes fermées, dont certaines sont destructibles, et les arènes ouvertes où les combattants peuvent directement tomber hors du ring. Le quatrième bouton, innovation de Virtua Fighter 3 qui permettait de faire un mouvement d'esquive sur le côté, est remplacé ici par une manipulation : il s'agit de presser rapidement deux fois les directions « haut » ou « bas » et les boutons A, B et C lors de la deuxième direction.
- La version arcade du jeu permet de sauvegarder un « profil » et ses statistiques de combat sur une carte mémoire qui s'insère dans la borne.
- À la différence de Virtua Fighter 4 PlayStation 2, Virtua Fighter 4 évolution PlayStation 2 ne présente plus de clipping.

Cette version Evolution se justifie par l'ajout de nouveaux coups et enchaînements ou leur modification en termes de portée ou de timing. Le jeu propose également de nouveaux décors et surtout deux nouveaux personnages :
- Brad Burns est un boxeur thaï. Il possède de nombreux coups de genou, de coups de pied circulaires, et beaucoup de ses coups sont percutants et rapides. Ses projections n'enlèvent pas beaucoup d'énergie à l'adversaire, mais il possède de nombreux combos courts et puissants.
- Goh Hinogami est judoka. Difficile à maîtriser, ses coups sont lents et peu puissants. En outre, le personnage ne dispose quasiment pas d'enchaînements. Tout comme Aoi Umenokouji, Goh se base essentiellement sur les contres, les projections et les combos de projection.

### Version PlayStation 2
La version PlayStation 2 propose en plus des modes classiques arcade et versus : 
- un mode Quest (quête), innovation de Virtua Fighter 4 qui simule des confrontations dans les salles d'arcade. Chacun des combattants rencontrés possède un profil (nom, look), un niveau de jeu (kyu, dan, etc) et des techniques de combat propres. Au fil de la progression, le joueur amasse de l'argent qui lui permettent de d'acheter de nouveaux vêtements et accessoires pour son personnage ainsi que divers bonus. Le mode a été approfondi par rapport à VF4 : il présente davantage de combattants, grades, tournois, items, bonus, etc).
- un mode Trial (entraînement), encore plus complet que dans VF4.

Le mode IA initié dans Virtua Fighter 4 a cependant été abandonné.

## Personnages
- Akira Yuki
- Jacky Bryant
- Jeffry McWild
- Kage-Maru
- Lau Chan
- Pai Chan
- Sarah Bryant
- Wolf Hawkfield
- Lion Rafale
- Shun Di
- Aoi Umenokouji
- Lei Fei
- Vanessa Lewis
- Brad Burns
- Goh Hinogami